# Fannia tasmaniae
Fannia tasmaniae är en tvåvingeart som beskrevs av Adrian C. Pont 1977. Fannia tasmaniae ingår i släktet Fannia och familjen takdansflugor. Inga underarter finns listade i Catalogue of Life.